# Acheri (cognome)
Acheri è un cognome di lingua sarda.

## Varianti
Cheri.

## Origine e diffusione
Cognome tipicamente sardo, è presente prevalentemente a Cagliari e a Quartu.
Potrebbe derivare dal gallurese achèri, "fabbricante di aghi", o costituire una variante del cognome Atzeri.